# Revir
 Der er for få eller ingen kildehenvisninger i denne artikel, hvilket er et problem. Du kan hjælpe ved at angive troværdige kilder til de påstande, som fremføres i artiklen.

Revir eller revier er i jagtterminologi betegnelsen for det jagtterræn, en jæger eller en gruppe jægere råder over. Ordet benyttes tilsvarende inden for sportsfiskeri.
I zoologien er et 'revir et område, som et dyr (i reglen hannen) af en dyreart betragter som sit territorium, og som forsvares mod andre af samme køn inden for arten. Revirets formål er dels at sikre tilstrækkeligt føde, dels at udgøre et sted, hvor der kan tiltrækkes medlemmer af det modsatte køn med henblik på parring.